# Paul Althaus Smith
Paul Althaus Smith (18 mai 1900-13 juin 1980) est un mathématicien américain. Son nom apparaît dans deux conjectures importantes en topologie géométrique : la conjecture de Smith, qui est maintenant un théorème, et la conjecture de Hilbert-Smith, qui est prouvée en dimension 3 en 2013. La théorie de Smith est une théorie sur les homéomorphismes d'ordre fini de variétés, en particulier de sphères.

## Biographie
Smith est un étudiant de Solomon Lefschetz à l'université du Kansas, partant à l'université de Princeton avec Lefschetz au milieu des années 1920. Il termine son doctorat à Princeton, en 1926. La thèse est publiée dans les Annals of Mathematics la même année. Il travaille avec George David Birkhoff, avec qui il écrit un article de 1928 sur la théorie ergodique, intitulé Structure analysis of surface transformations, paru dans le Journal des Mathématiques.
Il est ensuite professeur à l'université Columbia et au Barnard College. Il a Sherman K. Stein et Moses Richardson comme étudiants.
Smith est marié à une pionnière de la musique ancienne suisse-américaine, Suzanne Bloch.